# Narungga

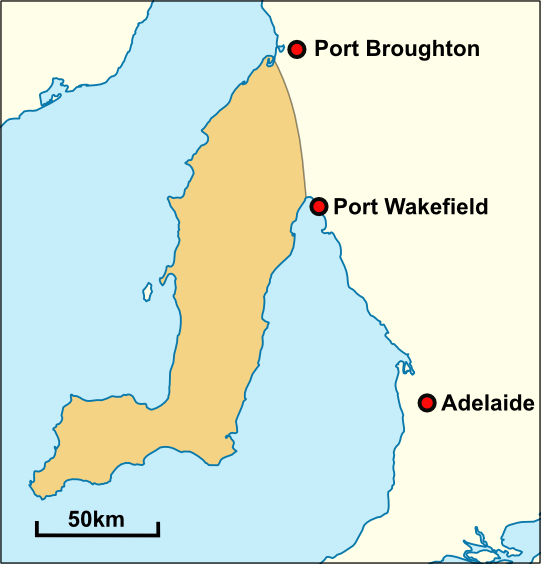
Historische Ausdehnung des traditionellen Narungga-Gebiets.

Der Stamm der Aborigines  der Narungga lebte meist in großen Siedlungen an der Küste der Yorke-Halbinsel in South Australia oder küstennah an Seen, in denen sie das ganze Jahr über lebten. Dies ist anhand von Lagerstätten belegt. Es war ein nomadisches Volk von Jägern und Sammlern, die Steinwerkzeuge herstellten. Sie sind die traditionellen Eigentümer der Yorke-Halbinsel, die im Jahre 2005 Landrechte, einen registrierten Native Title, zurückerhielten. Das heutige Volk der Narungga besteht aus vier Clans.

## Geschichte

### Siedlungen
Die wichtigsten und größten Siedlungen waren Moonta Bay, Cape Elizabeth, Chinaman’s Well, Point Pearce, Black Point, Point Yorke, Brown’s Beach, Tiddy Widdy und Port Moorowie. Manche waren Hunderte von Quadratmetern und manche nur wenige Quadratmeter groß. An anderen Orten, zumeist an der Küste, lebten sie nur kurze Zeit in Lagern, wenn sie übernachten mussten oder weiteres Essen sammeln oder jagen bzw. fischen wollten. Die Jahreszeiten hatten Einfluss auf ihre Wanderungsbewegungen. Sie lebten an der Küste von Meeresfrüchten wie Schnecken und Muscheln, deren Gehäuse sie auch für kulturelle und zeremonielle Zwecke nutzten. Sie ernährten sich aber auch vom Fleisch des Emus, der Kängurus, des Possums, Wombats, Australischen Nasenbeutlern, von Fischen, Krabben, Echsen und Vogeleiern.

### Artefakten
Artefakte aus Stein für unterschiedliche Zwecke, wie Hammer, Messer, Speere, Meißel und Werkzeuge wurden in den Siedlungen hergestellt und aufgefunden. Einige dieser Werkzeuge waren in hölzerne Schäfte eingelassen. Zum Teil waren sie für Zeremonien hergestellt und bemalt. Die Steinwerkzeuge waren teils aus Quarz, Hornstein, Feuerstein und Quarzit. Gelegentlich waren auch Werkzeuge aus Knochen im Einsatz. 
Der Steinbruch für Feuersteine bei Pine Point war möglicherweise der bedeutendste Bruch auf der Halbinsel und Werkzeuge aus diesem Material wurden in zahlreichen Siedlungen bis nach Adelaide gefunden.

### Bestattungen
Beerdigungen fanden an zahlreichen Orten auf der Halbinsel oder Sandhügel entlang der Küste statt, wobei die Bestatteten in Zeremonien und mit Körperbemalungen mit Ocker beigesetzt wurden. Zwei Begräbnisstätten am Troubridge Hill konnten mit einem Alter von 500 Jahren und am Port Moorowie mit 900 Jahren datiert werden. Möglicherweise gibt es Stätten, die einige tausend Jahre alt sind. 

### Erstkontakt mit Weißen
In den 1830er Jahren hatten die Narungga erstmals Kontakt mit Europäern. Als in den 1850er Jahren zahlreiche Europäer auf der Halbinsel siedelten, sank ihre ursprüngliche Population von 500 im Jahre 1847 auf weniger als 100 in den 1860er Jahren ab. 1868 wurde eine Missionsstation auf Point Pearce gegründet, in der die Narungga mit den Aboriginevölkern der Murray und aus der Umgebung von Adelaide zusammengeführt wurden. Point Pearce liegt 21 Kilometer südwestlich von Maitland und 20 Kilometer nördlich von Port Victoria.

## Land der Narungga
Das Land der Narungga erstreckt sich vom Port Broughton bis zum Hummock Ranges. Ihre Nachbarn sind die Kaurna aus der Gegend von Adelaide und die Nukunu im Norden, mit denen das Volk der Narungga Handel treibt und Zeremonien teilt. Das Narunggavolk besteht aus vier Clans, den Kurnara im Norden, Windera im Osten, Wari im Westen und Dilpa im Süden. Im Jahre 1999 wurde ein Gesundheitsprogramm für die Narungga mit einer Gesundheitsstation in Maitland aufgelegt und am 6. Oktober 2005 erhielten sie Landnutzungsrechte zurück.